# Armando Méndez
Armando Jesús Méndez Alcorta, noto semplicemente come Armando Méndez (Rodríguez, 31 marzo 1996), è un calciatore uruguaiano, difensore del Lanús, in prestito dal Newell's Old Boys.

## Caratteristiche tecniche
È un terzino destro.

## Carriera
Cresciuto nel settore giovanile del Nacional, per la stagione 2018-2019 è stato ceduto in prestito al Fénix con cui ha debuttato fra i professionisti disputando l'incontro di Primera División Profesional perso 1-0 contro il Progreso.

## Statistiche

### Presenze e reti nei club
Statistiche aggiornate al 14 maggio 2025.
| Stagione                 | Squadra                  | Campionato               | Campionato | Campionato | Coppe nazionali | Coppe nazionali | Coppe nazionali | Coppe continentali | Coppe continentali | Coppe continentali | Altre coppe | Altre coppe | Altre coppe | Totale | Totale | Totale |
| Stagione                 | Squadra                  | Comp                     | Pres       | Reti       | Comp            | Pres            | Reti            | Comp               | Pres               | Reti               | Comp        | Pres        | Reti        | Pres   | Reti   |        |
| ------------------------ | ------------------------ | ------------------------ | ---------- | ---------- | --------------- | --------------- | --------------- | ------------------ | ------------------ | ------------------ | ----------- | ----------- | ----------- | ------ | ------ | ------ |
| 2018                     | Fénix                    | PD                       | 11         | 0          | -               | -               | -               | -                  | -                  | -                  | -           | -           | -           | 11     | 0      |        |
| 2019                     | Fénix                    | PD                       | 12         | 0          | -               | -               | -               | -                  | -                  | -                  | -           | -           | -           | 12     | 0      |        |
| Totale Fénix             | Totale Fénix             | Totale Fénix             | 23         | 0          |                 | -               | -               |                    | -                  | -                  |             | -           | -           | 23     | 0      |        |
| 2019                     | Nacional                 | PD                       | 9          | 1          | -               | -               | -               | CL                 | 0                  | 0                  | -           | -           | -           | 9      | 1      |        |
| 2020                     | Nacional                 | PD                       | 30         | 1          | -               | -               | -               | CL                 | 7                  | 0                  | SU          | 1           | 0           | 38     | 1      |        |
| 2021                     | Nacional                 | PD                       | 25         | 1          | -               | -               | -               | CL+CS              | 2+2                | 0                  | SU          | 0           | 0           | 29     | 1      |        |
| Totale Nacional          | Totale Nacional          | Totale Nacional          | 64         | 3          |                 | -               | -               |                    | 11                 | 0                  |             | 1           | 0           | 76     | 3      |        |
| 2022                     | Newell's Old Boys        | PD                       | 20         | 0          | CA+CdL          | 1+14            | 0               | -                  | -                  | -                  | -           | -           | -           | 35     | 0      |        |
| 2023                     | Newell's Old Boys        | PD                       | 9          | 0          | CA+CdL          | 0+14            | 0               | CS                 | 5                  | 1                  | -           | -           | -           | 28     | 1      |        |
| 2024                     | Newell's Old Boys        | PD                       | 18         | 1          | CA+CdL          | 3+14            | 0               | -                  | -                  | -                  | -           | -           | -           | 35     | 1      |        |
| Totale Newell's Old Boys | Totale Newell's Old Boys | Totale Newell's Old Boys | 47         | 1          |                 | 46              | 0               |                    | 5                  | 1                  |             | -           | -           | 98     | 2      |        |
| 2025                     | Lanús                    | PD                       | 9          | 0          | CA              | 0               | 0               | CS                 | 4                  | 0                  | -           | -           | -           | 13     | 0      |        |
| Totale carriera          | Totale carriera          | Totale carriera          | 143        | 4          |                 | 46              | 0               |                    | 20                 | 1                  |             | 1           | 0           | 210    | 5      |        |

## Palmarès

### Club

#### Competizioni nazionali
- Campionato uruguaiano: 1

Nacional: 2020